# Masacrul din Greensboro
Masacrul din Greensboro este numele dat unui eveniment care a avut loc pe 3 noiembrie 1979, când membrii Partidului Muncitorilor Comuniști și alte grupuri au protestat în cadrul unui marș intitulat „Moarte Klanlui” în Greensboro, Carolina de Nord, Statele Unite ale Americii. Maoiștii din PMC, care susțineau că membrii Klanului ar trebui „atacați și alungați din oraș”, au intrat într-un schimb de focuri cu membrii Ku Klux Klan și cu cei din Partidul Nazist American. Patru activiști din PMC și un alt individ au fost uciși, respectiv alți unsprezece protestatari și un membru din Klan au fost răniți. Partidul comuniștilor era cunoscut ca susținător al activismului pentru drepturile muncii în cadrul industriei textile din zonă în care majoritatea muncitorilor erau afro-americani.
Ca urmare a conflictelor, două procese au fost deschise împotriva unor membri din KKK și PNA: șase oameni au fost cercetați în 1980, cinci dintre aceștia fiind acuzați de crimă. Toți acuzații au fost găsiți nevinovați de către un juriu integral format din albi. Un al doilea proces, inițiat în 1984, a avut ca rezultat achitarea a nouă acuzați. În cadrul primului proces, juriul a ajuns la concluzia că toți cei implicați au acționat în legitimă apărare. În cel de-al doilea proces, juriul a concluzionat că motivele pârâților au fost politice și nu rasiale.
Supraviețuitorii au deschis un proces civil în 1980 sub conducerea Institutului Christic. Reclamanții acuzau numeroși ofițeri de poliție și patru agenți guvernamentali, precum și membri KKK și PNA, de încălcarea drepturilor civile ale celor uciși și acuzau administrația orașului de protecție insuficientă în cadrul unei demonstrații legale. Juriul i-a găsit răspunzători pe membrii KKK și PNA pentru moartea lui MIchael Nathan, singura victimă neafiliată PMC. De asemenea, juriul i-a considerat responsabili pe angajații Departamentului de Poliție Greensboro pe motiv că aceștia nu au reușit să împiedice conflictul, cu toate că au fost informați de către un agent sub acoperire că Ku Klux Klanul plănuia acte violente. Grupurile au fost obligate să plătească daune de 350.000$.
Pe 3 noiembrie 2004, la aniversarea a 25 de ani de la eveniment, în jur de 700 de persoane au mărșăluit prin Greensboro către primărie. În același an, cetățenii au organizat Greensboro Truth and Reconciliation Commission, luând ca model comisiile din Africa de Sud și din alte părți ale lumii. Scopul era acela de a investiga și asculta mărturii privitoare la evenimentele din 1979. Organizația nu a reușit însă să obțină autorizație deorece primarul și o mare parte din consiliul local a fost împotriva sa. Comisia a publicat un raport final prin care concluziona că deși ambele tabere au contribuit la masacru, fiind implicate într-un schimb dur de replici, membrii Klanului și PNA i-au rănit intenționat pe protestatari, iar vina departamentul de poliție este aceea că le-a permis celor din KKK să-și desfășoare planurile. În 2009, Consiliul Local Greensboro a adopta o rezoluție prin care își exprimă regretul cu privire la cei care și-au pierdut viața în 1979. În 2015, orașul a inaugurat o placă memorială. Trei sute de persoane au fost prezente la ceremonie. Pe 15 august 2017, Consiliul Local Greensboro și-a cerut iertare pentru masacru.

## Istoric
Partidul Muncitorilor Comuniști, admiratori ai politicilor maoiste, a fost înființat în 1973 în New York, desprins de curând din Partidul Comunist din SUA. „PMC era unul din grupurile create ca urmare a unei renașteri maoiste în cadrul unei comunități radicale. Pentru maoiști, atitudinea prosovietică a Partidului Comunist American era considerată indulgentă față de capitalism și insuficient de militantă.” Liderii săi au încercat să sporească activismul prin intermediul Workers Viewpoint Organization, urmând modelul maoist. În 1979, membrii PMC au mers în Carolina de Nord în încercarea de a-i organiza pe muncitorii din industria textilă. Comuniștii au eșuat în cazul muncitorilor albi din Sud și au decis să-și îndrepte atenția spre afro-americani. Din cauza acestor eforturi, au intrat în conflict cu facțiunea locală a Ku Klux Klanului și cu Partidul Nazist American. Unii membrii din PMC au muncit în fabricile textile, inclusiv James Waller. Acesta din urmă a devenit președintele sindicatului muncitorilor locali. Membrii WVO activau în Durham și Greensboro.
WVO era împotriva discriminării rasiale în Carolina de Nord, intrând astfel în conflict cu Ku Klux Klanul. Ostilitatea dintre cele două grupuri a răbufnit în iulie, 1979, când protestatari din China Grove, Carolina de Nord, au perturbat ecranizarea filmului mut Nașterea unei Națiuni. Regizat de D.W.Griffith, filmul portretiza epoca Reconstrucției și înființarea Ku Klux Klanului în termeni eroici, iar persoanele de culoare erau portretizate ca fiind sălbatice. Un schimb dur de replici între cele două grupuri a urmat în următoarele luni.
În octombrie, 1979, WVO și-a schimbat numele în Communist Workers Organization. Aceștia au planificat o demonstrație și un marș împotriva Ku Klux Klanului pe 3 noiembrie 1979, în orașul Greensboro, sediul comitatului Guildford și locul unde s-au desfășurat numeroase acțiuni importante pentru drepturile civile în anii '60. Intitulat „Marșul Moarte Klanului” de către PMC, evenimentul a început în cartierul Morningside Homes, predominant afro-american. Partidul a distribuit pliante în care se milita pentru „opoziția radicală, chiar violentă față de Klan”. Într-un pliant se preciza că membrii organizației „ar trebui să fie bătuți și fugăriți din oraș. Acesta este singurul limbaj pe care îl înțeleg. Autoapărarea înarmată este singur apărare.” Organizatorii comuniști au atacat în mod public Ku Klux Klanul, cerându-le să se prezinte și să „înfrunte mânia oamenilor”.

## Marșul
Patru echipe locale de televiziune au fost prezente la Morningside Homes la juncțiunea dintre străzile Carver și Everitt pentru a transmite marșul protestatarilor. Membrii PMC și alte grupuri anti-KKK au mărșăluit prin Greensboro spre primăria orașului.
În timp ce protestatarii se adunau, zece mașini și o furgonetă cu 40 de membri KKK și PNA au ajuns în fața cartierului. Câțiva protestatari au început să lovească mașinile și să arunce cu pietre spre aceștia. Ca răspuns, membrii KKK și PNA au coborât din mașini, și-au scos shotgun-urile, puștile și pistoalele din portbagaj și au început să tragă în demonstranți. O parte din protestatarii înarmați cu pistoale s-au implicat în schimbul de focuri. Nici astăzi nu se știe cine a tras primul foc. Martorii declară că membrul KKK, Mark Sherer, a fost primul care a tras. Conform supremațistului Frazier Gelnn Miller, primul foc de armă a fost tras de un demonstrant anti-KKK.
Membrii Ku Klux Klan și PNA i-au ucis pe Cesar Cause, james Waller și Bill Sampson. Sandi Smith a fost împușcată între ochi în locul în care se adăpostise, iar alți unsprezece au fost răniți. Michael Nathan a încetat din viață la spital. Filmul conflictului a fost transmis la știrile naționale și internaționale. Evenimentul a devenit cunoscut drept „Masacrul din Greensboro”. Smith era de origine aficană, Cause era hispanic și alți trei indivizi uciși erau albi. Persoanele rănite erau atât albe, cât și afro-americane. 

### Victime
Morți: Toți, cu excepția lui Michael Nathan, erau membri PMC, organizatori și lideri de sindicat.
- Cesar Cause, un imigrant cubanez, absolvent magna cum laude al Universității Duke, implicat în mișcarea anti-război, muncea ca organizator sindical în fabrica de textile din Carolina de Nord și era fratele Anei Mari Cauce, președinta Universității din Washington.
- James Waller, ales președinte al sindicatului muncitorilor din industria textilă locală, student al Universității Duke și cofondator al Asociației Carolina Brown Lung; a renunțat la meseria de doctor cu scopul de a organiza muncitorii din această industrie.
- Wiliam Evan Sampson, absolvent al Universității Harvard și student la medicină care s-a implicat în mișcarea drepturilor civile; a muncit la organizarea sindicatului la una dintre fabricile de textile ale Corporației Cone Mills.
- Sandra Neely Smith, activistă pentru drepturile civile și președintă a asociației studenților din Colegiul Bennett din Greensboro; a devenit asistentă medicală și a contribuit la organizarea muncitorilor din industria textilă și la ameliorarea condițiilor în cadrul fabricii.
- Michael Nathan, manager al Lincoln Community Health Center, o clinică pentru copiii proveniți din familii cu venituri mici din Durham, Carolina de Nord. Rănit în schimbul de focuri, a încetat din viață două zile mai târziu la spital. Nu era membru al PMC, însă își susținea soția, membră a acestei organizații.

Răniți:
- Paul Bermanzohn, organizator PMC și doctor; a fost operat pe creier și a rămas cu mâna stângă paralizată.
- Tom Clark.
- Martha „Marty” Nathan, membră PMC și doctor, văduva lui Michael Nathan.
- Preotul Nelson Johnson, organizator și membru PMC[15]
- Jom Wrenn, rănit grav, operat pe creier.
- Harold Flowers, membru KKK, împușcat în braț și în piciorul stâng.

### Rolul poliției
De la finalul anilor 1970, majoritatea departamentelor de poliție aveau suficientă experiență în asigurarea securității în cadrul protestelor, în special în orașe precum Greensboro unde au existat numeroase evenimente organizate de mișcările pentru drepturile civile încă din 1960. Planurile PMC au fost analizate de către poliție și aceștia au primit aprobarea lor. Deși poliția este prezentă în cadrul unor astfel de evenimente pentru a împiedica actele de violență, în cazul de față numărul lor era unul mic. Un fotograf și un detectiv au urmărit șirul de mașini al organizațiilor KKK și PNA până în zona demonstrațiilor, însă nu au încercat să intervină.
Edward Dawson, membru KKK devenit informator, era prezent în prima mașină. Era informator pentru FBI încă din 1969 ca parte a programului COINTELPRO și era unul dintre fondatorii fracțiunii Knights of the Ku Klux Klan din Carolina de Nord. A început să lucreze ca informator pentru Departamentul de Poliție Greensboro în 1979. Acesta le-a transmis agenților de poliție că organizația plănuia acte violente, însă, nefiind la fața locului, atacatorii au reușit să scape fără probleme.
Bernard Butkovich, un agent sub acoperire al Bureau of Alcohol, Tobacco, Firearms and Explosives, s-a infiltrat într-o unitate a Partidului Nazist American în aceeași perioadă. Grupul a fost înființat de Frank Collin după ce a fost alungat din National Socialist White People's Party. Membrii PNA s-au alăturat celor din Ku Klux Klan în scopul opririi protestului din noiembrie, 1979. În cadrul procesului din 1980, neonaziștii au declarat că Butkovich i-a încurajat să se înarmeze pentru protest. La procesul din 1985, Butkovich a afirmat că era conștient că membrii KKK și PNA intenționau să-i confrunte pe demonstranți, însă nu le-a transmis această informație polițiștilor.

## Consecințe
O înmormântare a fost organizată pe 11 noiembrie 1979, urmată de o procesiune în care 200-400 de persoane au mărșăluit prin oraș către Cimitirul Maplewood. Evenimentul a fost pus sub semnul întrebării, însă administrația locală a asigurat securitatea acestuia cu ajutorul forțelor de poliție și a trupelor din Garda Națională.

### Piatra funerară
Cei patru albi au fost înmormântați într-un cimitir dedicat afro-americanilor lângă Morningside. Consiliul local s-a opus publicării inscripției dedicată acestora, citând noi ordonanțe prin care discursul politic în acest context este interzis. Cu ajutorul American Civil Liberties Union din Carolina de Nord, aceștia au reușit un an mai târziu să facă publică inscripția dedicată în memoria acestora cu următorul text:
Pe 3 noiembrie 1979, criminala clasă capitalistă i-a ucis pe Jim Waller, César Cauce, Mike Nathan, Bill Sampson și Sandi Smith cu ajutorul agenților guvernamentali, Klanului și naziștilor. Apărând eroic poporul, cei cinci au înfruntat focul de armă cu mâinile goale și bastoane. Jurăm că acest asasinat va fi cea mai mare greșeală pe care capitaliștii au facut-o și va reprezenta punctul de cotitură al luptei de clasă în USA.
Cei cinci membri ai PMC erau printre cei mai puternici lideri ai proprilor timpuri. Moartea lor marchează o încheiere a stabilizării capitaliste (1950-1970) când muncitorii americani au suferit într-o mizerie de nedescris și totuși au rămas inactivi din cauze lipsei de conducători. Clasa muncitoarească s-a trezit. Cei cinci membri din PMC au trăit și au murit pentru muncitori, minorități și săraci; pentru o lume în care exploatarea și oprimarea vor fi eliminate și întreaga umanitate va fi eliberată în numele nobilului scop al comunismului.
Moartea acestora, o pierdere impensă pentru PMC și pentru familile lor, reprezintă o chemare la luptă a poporului Statelor Unite.
Vom răsturna conducerea clasei capitaliste! Victoria va fi a noastră!
3 noiembrie 1980, Comitetul Central, PMC, SUA
LUPTAȚI PENTRU SOCIALISMUL REVOLUȚIONAR ȘI CONDUCEREA MUNCITOREASCĂ.

### Investigațiile
Greensboro Justice Fund a fost înființat de către familile victimelor și susținătorii acestora la scurt timp după 3 noiembrie 1979, în vederea susținerii litigiului și educației publice cu privire la evenimente și încălcarea drepturilor civile. Membrii Administrației erau: Phillip Berrigan, activist anti-război; Preotul Ben Chavis, United Church of Christ, membru al Wilmington 10; Michio Kaku, PhD, fizician și activist; Elizabeth McAlister, activist anti-război; Martha Nathan, doctor, văduva lui Michael Nathan; Neil Prose, doctor și activist și Phil Thompson, PMC. Prose a fost primul director executiv al organizației.

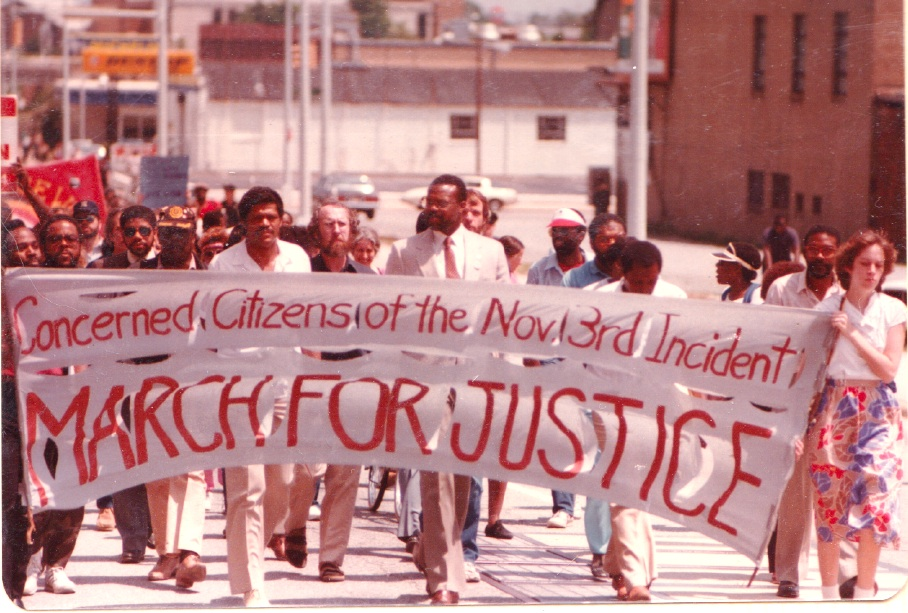
Marșul pentru Justiție al unor cetățeni la scurt timp după Masacrul din Greensboro.

Justice Fund a contactat avocați în vederea deschiderii unor procese în numele victimelor. Au depus o plângere în cadrul Curții Guvernamentale din greensboro în noiembrie, 1980. Echipa era formată la vremea respectivă din următoarele persoane:
- Carolyn McAllaster, membru N.C. Civil Liberties Union State Board, Thompson & McAllaster, Durham, N.C.
- Dennis Cunningham, avocatul principal în cazul omuciderii lui Fred Hampton, People's Law Office, Chicago, Illinois.
- Dan Sheehan, avocatul principal în cazul Karen Silkwood, Institutul Christic, Washington, D.C.
- Susan Sturm, Biroul Național al ACLU, New York, NY.
- Jesm McNamara, istoric specializat în istoria organizației KKK și cea a Nazismului, Ohio.
- Stewart Kwoh și Thomas One, Kwoh & Ono, Los Angeles, California.
- Eugene Scheiman, Baer Marks & Upham, New York, NY.
- Gayle Korotkin și Earle Tockman, Greensboro Justice Fund, Greensboro.

### Ancheta guvernamentală
Patruzeci de membri Ku Klux Klan și neonaziști, respectiv câțiva participanți la marșul organizat de PMC au fost implicați în schimbul de focuri. Poliția a arestat 16 membri din KKK și PNA și câțiva membri PMC. FBI-ul a deschis o ancheta intitulată GREENKIL, dovezile obținute fiind oferite statului Carolina de Nord pentru proces. Avocatul de stat a investigat primele șase cazuri, acuzându-i de crimă pe membrii KKK David Wayne Matthews, Jerry Paul Smith, Jack Wilson Fowler, Harold Dean Flowers și Billy Joe Franklin, iar unul dintre ei a fost acuzat de o altă crimă. În noiembrie 1980, un juriu format din albi i-au găsit nevinovați pe toți inculpații pe motiv că aceștia ar fi acționat în autoapărare. Locuitorii din Morningside Homes și studenții Universității de Stat North Carolina A&T au fost șocați la aflarea verdictului și au început să-și piardă speranța în fața sistemului juridic.

### Procesul guvernamental
Departamentul de Justiție a realizat o ancheta complexă prin intermediul FBI. După verdictul din 1980, FBI-ul și-a redeschis investigația în vederea pregătirii unui proces guvernamental. În baza unor dovezi suplimentare, un juriu federal au acuzat nouă bărbați de încalcarea drepturilor civile în 1983.
Pe durata celui de-al doilea proces, avocatul SUA a anchetat nouă persoane. Conform legilor drepturilor civile, „I-a acuzat pe membrii KKK și pe cei din PNA de violență rasială și de imixtiunea într-un eveniment rasial integrat.” Trei oameni au fost acuzați de încălcarea drepturilor civile ale celor cinci victime: inculpații erau David Wayne Matthews, Jerry Paul Smith și Jack Wilson Fowler.
Alte șase persoane au fost acuzate de „încercarea de a viola drepturile civile ale protestatarilor”: Virgil Lee Griffin, Sr.; Eddie Dawson (informator pentru poliție), Roland Wayne Wood, Roy Clinton Toney, Coleman Blair Pridmore și Rayford Milano Caudle. În aprilie, 1984, toți inculpații au fost achitați. PMC a considerat că s-a ajuns greu la o concluzie, perioadă în care pârâții au reușit să susțină că motivele din spatele confruntării erau strict politice și nu rasiale. Niciunul din procese nu a „investigat acțiunile poliției Greensboro și a agenților guvernamentali.”

### CazulWaller vs. Butkovich
În 1980, supraviețuitorii au deschis un proces civil în Curtea Federală încercând să obțină daune de 48$ milioane. Institutul Christic a coordonat cazul. În plângere se precizează că agenții de poliție știau „că naziștii și Ku Klux Klanul vor folosi violența pentru a opri demonstrația organizatorilor comuniști și a locuitorilor afro-americani din Greensboro, însă intenționat nu le-au asigurat siguranța.” Patru agenți guvernamentali au fost pârăți, alături de alți 36 de polițiști și oficiali din Greensboro, și 20 de membri din KKK și PNA. Printre aceștia era și Bernard Butkovich, angajat al Bureau of Alcohol, Tobacco and Firearms, care lucra sub acoperire încă din 1979 și s-a infiltrat în una dintre fracțiunile Partidului Nazist American cu aproape trei luni înainte de protest. Acesta a declarat că un membru KKK a sugerat în cadrul unei întâlniri utilizarea unor bombe cu țevi în cadrul demonstrației.
Echipa Institutului Christic era condusă de avocatul Lewis Pitts și Daniel Sheehan, împreună cu avocatul G. Flint Taylor și Carolyn MacAllister din Durham, Carolina de Nord. Un juriu guvernamental din Winston-Salem, Carolina de Sud, i-a găsit vinovați pentru moartea lui MIchael Nathan pe doi membri KKK, doi membri din PNA, doi polițiști din Greensboro și un informator, persoană neafilitată PMC, și pentru rănile cauzate supraviețuitorilor Paul Bermanzohn și Tom Clark. Juriul a acordat daune de 350.00$ celor doi supraviețuitori pentru încălcarea drepturilor civile ale protestatarilor. Văduva Matha „Marty” Nathan, plătită de consiliul orașului Greensboro, a ales să doneze o parte din bani mișcărilor care susțin justiția socială și educația.

## Aniversarea
Partidul Muncitorilor Comuniști s-a dizolvat treptat, iar membrii săi și-au căutate alte cauze. În noiembrie 2004, aproape 700 de persoane, inclusiv câțiva supreaviețuitori, au mărșăluit în Greensboro de-a lungul aceleiași rute către primăria orașului la aniversarea a 25 de ani de la eveniment.
În acel an, un grup de cetățeni au înființat Greensboro Truth and Reconciliation Commission, însă primarul Keith Holliday și consiliul orașului nu au susținut proiectul, fiind respins cu 6 voturi împotrivă și 3 pentru. Trei membri afro-americani din consiliu au votat în favoarea măsurii. Primarul aflat în funcție în acea perioadă, Jim Melvin, a fost împotriva planului.
Grupul a anunțat că Comisia va organiza mărturii publice și va realiza o investigație în vederea examinării cauzelor și consecințelor masacrului. Modelul era preluat după cel din Africa de Sud post-Apartheid. Însă comisia Greensboro nu era recunoscută oficial și nu avea autoritate.
Comisia și-a prezenta rezultatele și concluziile. S-a precizat că atât PMC, cât și Klanul au fost violente, luând în calcul în special schimbul dur de replici dintre cele două în lunile care au precedat confruntarea. O mare parte din locuitori nu au fost de acord cu demonstrația deoarece exista posibilitatea apariției unui conflict violent în zonă. Comisia a concluzionat ca Partidul Nazist American și Ku Klux Klanul au avut ca scop provocarea unei altercații violente și rănirea protestatarilor.
În Raportul Final, Comisia a notat că absența forțelor Departamentului de Poliție Greensboro a fost foarte importantă. Prezența acestora în cadrul altor evenimente asemănătoare nu a condus la acțiuni violente. De asemenea, unele persoane au declarat că poliția era conștientă de intenția Klanului de a cauza probleme. Informatorul, fost agent plătit de FBI, a păstrat contactul cu supervizorul său. Așadar, și FBI-ul era conștient de posibilitatea unui conflict armat. Comisia a concluzionat că cel puțin un activist din mulțime a tras un foc de armă după inițierea atacului.

## Recunoaștere locală
- Pe 17 iunie 2008, Consiliul local a emis un „document oficial prin care își cereau iertare”.[36]
- Pe 24 mai 2015, orașul Greensboro a inaugurat oficial o placă memorială în cadrul unei ceremonii la care au fost prezente peste 300 de persoane. Textul inscripționat pe placă spune: „Masacrul din Greensboro - membri Ku Klux Klan și membri din Partidul Nazist American, pe 3 noiembrie 1979, au împușcat și ucis cinci membri ai Partidului Muncitorilor Comuniști.”[37] La ceremonie au susținut discursuri Ray Trapp, Guilford County Commissioner; Yvonne Johnson, fostul primar al orașului; Ralph C. Johnson, reprezentant guvernamental; senatorul Glady Robinson și reprezentanta SUA Alma Adams.[38]

## În mass-media
- „Masacrul din Greensboro” The History Channel. Seria Lawbreakers. Transmis pe 13 octombrie 2004.
- Greensboro's Child. Regizat de Andy Burton Coon. 2002.
- Greensboro: Closer to the Truth. 2007
- „88 Seconds in Greensboro” de Orchestral Manouvres in the Dark.

### Articole
- Bacigal, Ronald J., and Margaret Ivey Bacigal. "When Racists and Radicals Meet." Emory Law Journal 38 (Fall 1989).
- Bryant, Pat. "Justice Vs. the Movement." Radical America 14, no. 6 (1980).
- Civil Rights Greensboro: The articles of Charles Babington, Library, University of North Carolina – Greensboro
- Eastland, Terry. "The Communists and the Klan," Commentary 69, no. 5 (1980).
- Institute for Southern Studies. "The Third of November," Southern Exposure 9, no. 3 (1981).
- Parenti, Michael, and Carolyn Kazdin. "The Untold Story of the Greensboro Massacre." Monthly Review 33, no. 6 (1981).
- Ray O. Light Group. "'Left' Opportunism and the Rise of Reaction: The Lessons of the Greensboro Massacre." Toward Victorious Afro-American National Liberation: A Collection of Pamphlets, Leaflets and Essays Which Dealt In a Timely Way With the Concrete Ongoing Struggle for Black Liberation Over the Past Decade and More pp. 249–260. Ray O. Light Publications: Bronx NY, 1982.
- Taylor, Flint. "Lessons on the Anniversary of the Greensboro Massacre," Truthout, Nov. 3, 2017.

### Cărți
- Bermanzohn, Paul, The True Story of the Greensboro Massacre. Cesar Cauce Publishers, 1981.
- Bermanzohn, Sally Avery. Through Survivors' Eyes: From the Sixties to the Greensboro Massacre. 400 pages, 57 illustrations, index. Vanderbilt University Press; 1st edition (1 septembrie 2003). ISBN 0-8265-1439-1.
- Elbaum, Max. Revolution in the Air: Sixties Radicals turn to Lenin, Mao and Che, Verso, 2002.
- Waller, Signe. Love And Revolution: A Political Memoir: People's History Of The Greensboro Massacre, Its Setting And Aftermath. London & New York: Rowman & Littlefield. 2002. ISBN 0-7425-1365-3.
- Wheaton, Elizabeth. Codename GREENKIL: The 1979 Greensboro Killings. 328 pages. Athens: University of Georgia Press, 1987. ISBN 0-8203-0935-4.

### Documentare
- Imagini televizate ale atacului din 1979, YouTube
- 2:46 video 1979 News footage of initial demonstration and drive-by by KKK and Nazis on YouTube, YouTube.